# Rašovice (ort i Tjeckien, Mellersta Böhmen)
Rašovice är en ort i Tjeckien.   Den ligger i regionen Mellersta Böhmen, i den centrala delen av landet, 50 km öster om huvudstaden Prag. Rašovice ligger 448 meter över havet och antalet invånare är 322.
Terrängen runt Rašovice är lite kuperad, och sluttar norrut. Runt Rašovice är det ganska glesbefolkat, med 23 invånare per kvadratkilometer. Närmaste större samhälle är Kolín, 17,6 km norr om Rašovice. Trakten runt Rašovice består till största delen av jordbruksmark.